# Carl Ritscher
Friedrich Carl Ferdinand Ritscher (* 25. Dezember 1868 in Hamburg; † 10. April 1940 ebenda) war ein Hamburger Politiker der DDP und Mitglied der Hamburgischen Bürgerschaft.

## Leben
Carl Ritscher besuchte zunächst die Privatschule in seiner Heimatstadt Hamburg und später die Volksschule in Schiffbek. Er wurde von seinem Onkel erzogen und erlernte das Bäckerhandwerk. In diesem Beruf arbeitet er als Geselle von 1884 bis 1889. es folgten Von 1889 bis 1891 absolvierte er seine Militärzeit im Feldartillerie-Regiment in Güstrow. Danach wendete er sich von seinem vorigen Beruf ab und machte im Postwesen Karriere. Er wurde 1892 Postgehilfe, 1896 Postassistent, 1906 Postsekretär und 1917 Oberpostsekretär. Zudem übte er in den Hamburger Ortsverbänden Verband der Mittleren Reichs-Post und Telegraphenbeamten und dem Deutschen Beamtenbund den Vorsitz aus.
Nach dem Ersten Weltkrieg saß er von 1919 bis 1921 für die Deutsche Demokratische Partei (DDP) in der Hamburgischen Bürgerschaft.
Seit 1909 war er mit Sophia Maria Dorothea Burmester (1873–1933) verheiratet.